# Кривополянское сельское поселение
Кривополянское се́льское поселе́ние — муниципальное образование в Острогожском районе Воронежской области Российской Федерации.
Административный центр — село Кривая Поляна.

## История
Статус и границы сельского поселения установлены Законом Воронежской области от 2 декабря 2004 года № 88-ОЗ «Об установлении границ, наделении соответствующим статусом, определении административных центров муниципальных образований Грибановского, Каширского, Острогожского, Семилукского, Таловского, Хохольского районов и города Нововоронеж».

## Население
| 2000 | 2005 | 2010 | 2012 | 2013 | 2014 | 2015 |
| ---- | ---- | ---- | ---- | ---- | ---- | ---- |
| 726  | ↘596 | ↘567 | ↘547 | ↘511 | ↘494 | →494 |
| 2016 | 2017 | 2018 |      |      |      |      |
| ↘465 | ↗484 | →484 |      |      |      |      |

## Состав сельского поселения
| № | Населённый пункт | Тип населённого пункта       | Население |
| - | ---------------- | ---------------------------- | --------- |
| 1 | Кривая Поляна    | село, административный центр | ↘330      |
| 2 | Паленин          | хутор                        | ↘101      |
| 3 | Прилепы          | хутор                        | ↗5        |
| 4 | Растыкайловка    | хутор                        | ↗131      |